# Birger Sjövall (ingenjör)
Birger Sjövall, född 19 december 1857 i Hökhuvuds socken, Stockholms län, död 3 april 1914 i Örebro, var en svensk ingenjör. 
Efter mogenhetsexamen 1876 blev Sjövall elev vid Kungliga Tekniska högskolan samma år och avlade avgångsexamen 1879. Han var laborant hos Ludvig Rinman i Nora 1880, ritare vid Motala Mekaniska Verkstad 1881, ingenjör och förvaltare vid Bångbro järnverk (AB Bångbro Rörverk från 1895) i Örebro län 1888–1905 samt disponent vid bland annat Ställbergs Gruv AB från 1905. Han var tillika disponent vid AB Västerby masugn i Kopparbergs län från 1910.